# رومانوس الثالث أرغيروس
رومانوس الثالث أرغيروس  (باليونانية: Ρωμανός Γ΄ Αργυρός)، (باللاتينية: Rōmanos III Argyros)، (ولد 968 – توفي 11 إبريل 1034)، كان الإمبراطور البيزنطي من 15 نوفمبر 1028 حتى وفاته. كان نبيلاً بيزنطيًا ومسؤولًا رفيعًا في القسطنطينية عندما أجبره قسطنطين الثامن على الطلاق وتزوج من ابنة الإمبراطور زوي. عند وفاة قسطنطين بعد ثلاثة أيام، تولى رومانوس العرش.
تشير السجلات إلى أن رومانوس كان إمبراطورًا حسن النية دون أن يكون فعالًا. أخل أرغيروس بتوازن النظام الضريبي وقوض الجيش، وقاد شخصيًا حملة عسكرية كارثية على حلب. وقع خلاف بينه وبين زوجته وأحبط محاولات عديدة للاستيلاء على عرشه، بما فيها محاولتين كانتا تدوران حول سلفته ثيودورا. وأنفق مبالغ ضخمة على بناء الكنائس والأديرة وإصلاحها. توفي أرغيروس بعد 6 سنوات على العرش وخلفه عشيق زوجته الشاب ميخائيل الرابع البافلاغوني.

## حياته

### الأسرة وبدايات مسيرته
كان رومانوس أرغيروس، الذي ولد في عام 968، ابن أحد الأفراد غير معروفي الاسم من أسرة أرغيروس. هذا الفرد هو إما بوثوس أرغيروس الذي هزم غزوة مجرية في عام 958 (يحدد بعض العلماء هويته بسمي أقدم)، أو يوستاثيوس أرغيروس، الذي لم يشتهر سوى بتأليف قصيدة تمجد رومانوس الثاني في عام 950. كان جد رومانوس ابن رومانوس أرغيروس آخر، تزوج أغاثا، ابنة الإمبراطور رومانوس الأول ليكابينوس (حكم منذ عام 919 حتى عام 944).
كان لدى رومانوس عدة أشقاء: باسيل أرغيروس الذي شغل منصب جنرال وحاكم في ظل باسيل الثاني (حكم منذ عام 976 حتى عام 1025)، وليو الذي قاتل ضمن صفوف الجيش في ظل باسيل وقُتل في إيطاليا في عام 1017، وبولتشيريا أرغيروبولينا التي تزوجت ماجيستروس وشقيقة تزوجت قسطنطين كارانتينوس الذي شغل منصب دوكس أنطاكية في ظل حكم رومانوس وماريا أرغيروبولينا التي تزوجت جيوفاني أورسيولو ابن دوق البندقية بييترو الثاني أورسيولو.
شغل رومانوس منصب كريتيس (قاضي) في أوبسيكيون، برتبة بروتوسباثاريوس (أحد أعلى الرتب القضائية، التي عادة ما كانت تمنح للجنرالات الكبار والحكام الإقليميين). وعبر رتبته هذه اضطهد الهراطقة في أكمونيا. ومن ثم رقي إلى منصب كوايستور (أكبر الموظفين في القضاء في العاصمة الإمبراطورية القسطنطينية) وأصبح واحدًا من قضاة هيبودروم، المحكمة العليا في الإمبراطورية. وقد ذُكر في دوره هذا في بييرا، التي كانت كتيبًا جامعًا للقرارات القانونية جُمع من قبل القاضي البارز يوستاثيوس رومايوس. ورقي مجددًا إلى رتبة باتريكيوس ومنصب أويكونوموس (المدير) للكنيسة الكبرى، في حين واصل ترأسه للمحكمة العليا. تحت حكم الإمبراطور قسطنطين الثامن شغل منصب البريفيكتوس المدني للقسطنطينية، الأمر الذي جعله الرئيس الرسمي لمجلس الشيوخ وأحد المساعدين الرئيسيين للإمبراطور. 

### حكمه
في أواخر العام 1028، كان قسطنطين الثامن على فراش الموت. ورغبة منه بحماية السلالة المقدونية، نظرًا إلى أنه لم يترك ابنًا وريثًا، دعى قسطنطين دالاسينوس من أنطاكية للزواج بابنته الكبرى زوي بورفيريوجينيتا. كان دالاسينوس، دوكس أنطاكية، قائدًا عسكريًا مخضرمًا وأرستقراطيًا صاحب نفوذ وكان شديد الولاء للأسرة الحاكمة. كان مستشارو الإمبراطور يفضلون ألا تشغل منصب الإمبراطور الجديد شخصية عسكرية قوية، وأقنعوا الإمبراطور باختيار رومانوس بدلًا عنه، بصفته مرشحًا أكثر قابلية للإخضاع وبالتأكيد صاحب تجوال أقل. أرغم قسطنطين الثامن رومانوس على الطلاق من زوجته (التي أُرسلت إلى دير) والزواج بزوي بورفيريوجينيتا التي كان تبلغ من العمر 50 عامًا في تلك الآونة، في حين كان رومانوس يبلغ 60 عامًا. عُقد الزواج في 12 من شهر نوفمبر من عام 1028، الذي صادف يوم وفاة قسطنطين. وعقد تتويج رومانوس بعد 3 أيام. 
كان الإمبراطور الجديد متلهفًا لترك بصمته كحاكم، إلا أنه عجز عن ذلك أغلب الأحيان في مشاريعه. كان رومانوس يبجل ماركوس أوريليوس ويطمح إلى أن يكون ملكًا فيلسوفًا، وبالمثل سعى إلى تقليد البراعة العسكرية لتراجان. وأنفق مبالغ ضخمة على أبنية جديدة وعلى منح لكنائس وأديرة. وجاهد لتخفيف ضغط النظام الضريبي على الأرستقراطية، الأمر الذي قلل من موارد الدولة. كان الأباطرة السابقون قد حاولوا التحكم بالامتيازات التي يمتلكها النبلاء على عامة الشعب. ونظرًا إلى كونه هو نفسه يأتي من أرستقراطية، تخلى رومانوس عن هذه السياسة. هذا الفشل في مواجهة الأرستقراطية أتاح للأرستقراطية استغلال الجماعات الريفية من الفلاحين ملاك الأراضي الذين كانوا ينحدرون بصورة متزايدة نحو القنانة. قوض هذا بدوره قاعدة المجندين التقليدية للجيش البيزنطي. كان لمزيج القاعدة الضريبية المخفضة والقوات محلية المولد القليلة عواقب على المدى البعيد. مع انخفاض العائدات، أضعف الإفقار اللاحق للدولة القوة التجنيدية للجيش بصورة أكبر. 
في عام 1030 عزم رومانوس شخصيًا على قيادة جيش ضد سلالة مرداسيون في حلب، على الرغم من قبول السلالة بالبيزنطيين كسادة كبار، وانتهت الحملة بنتائج كارثية. خيم الجيش عند موقع جاف فوقع كشافته في كمين. هُزم هجوم شنه خيالة البيزنطيين. في تلك الليلة عقد رومانوس مجلسًا إمبراطوريًا قرر فيه البيزنطيون الذين كانت معنوياتهم منهارة التخلي عن الحملة والعودة إلى الأراضي البيزنطية. أمر رومانوس أيضًا بإحراق عربات حصاره. في 10 أغسطس من عام 1030 غادر الجيش منطقة تخييمه واتجه نحو أنطاكية. انهار انضباط الجيش البيزنطي واستخدم المرتزقة الأرمن الانسحاب كفرصة لنهب مخازن المخيم. شن أمير حلب هجومًا وانهار الجيش البيزنطي وفر هاربًا. لم يصمد سوى الحرس الإمبراطوري، هيتايريا، غير أن رومانوس كان على وشك أن يقع أسيرًا. تختلف الروايات حول خسائر المعركة: كتب جون سكايليتزيس أن البيزنطيين تكبدوا «هزيمة ساحقة» وقُتل بعض الجنود على يد رفاقهم خلال تدافع فوضوي، وكتب يحيى بن سعيد الأنطاكي أن البيزنطيين لم يتكبدوا سوى خسائر قليلة بشكل لافت. وفقًا ليحيى بن سعيد الأنطاكي كان من بين القتلى ضابطان بيزنطيان رفيعي المستوى وأسر العرب ضابطًا آخر. بعد هذه الهزيمة أصبح الجيش البيزنطي «أضحوكة».
على الرغم من انتصاره، دخل أمير حلب في مفاوضات ووقع اتفاقية جعلت من حلب تابعًا إمبراطوريًا وسمح لحاكم يوناني أن يحكم المدينة. في عام 1032 لم يكن الاستيلاء على إيديسا بقيادة جورج مانياكيس والدفاع الناجح عنها والهزيمة الكبيرة لأسطول ساراكينوس في البحر الأدرياتيكي كافيًا لاستعادة شعبية رومانوس السابقة.
واجه رومانوس مؤامرة عديدة، تمحور معظمها حول سلفته ثيودورا. في عام 1029 خططت ثيودورا للزواج بالأمير البلغاري بيرسيان وللاستيلاء على العرش. كُشفت المؤامرة وأُعمي بيرسيان وحُلق رأسه كراهب إلا أن ثيودورا لم تلق أي عقاب. في عام 1031، كانت ثيودورا ضالعة في مؤامرة أخرى، هذه المرة مع قسطنطين ديوجينيس، أركون سيرميوم، وأُرغمت على الإقامة في دير بيتريون.
في محاولة فاشلة لتقليل النفقات، حد رومانوس من نفقات زوجته، الأمر الذي لم يساهم سوى بازدياد الشرخ بين الاثنين. اتخد رومانوس لنفسه عشيقة. بدورها وقعت زوي بورفيريوجينيتا في حب ميخائيل الرابع البافلاغوني، شقيق خصي البلاط رفيع المستوى يوحنا أورفانوتروفوس. مع عدم معرفته بذلك، سمح رومانوس لميخائيل الرابع البافلاغوني ليصبح واحدًا من خدمه الشخصي. ومع نجاته من المحاولات للاستيلاء على عرشه من قبل ثيودورا، افتُرض أن وفاته في 11 من شهر أبريل من عام 1034 كانت بسبب سم دسته له زوجته. وهناك تخمينات أيضًا أنه أُغرق في حوض استحمام بناءً على أوامر زوجته. ودُفن في كنيسة القديسة ماري بيربليبتوس التي كان قد بناها. تزوجت زوي بورفيريوجينيتا وميخائيل الرابع البافلاغوني في اليوم نفسه الذي توفي فيه رومانوس الثالث. وفي اليوم التالي استدعى الثنائي البطريرك أليكسيوس الأول لتولي مهمة تتويج الإمبراطور الجديد. وعلى الرغم من أنه رفض التعاون في البداية، ساعد دفع 50 رطلًا من الذهب بتغيير رأيه. ومضى لتتويج ميخائيل الرابع إمبراطورًا جديدًا على الرومان.

## لمزيد من الإطلاغ
- Ioannis Scylitzae Synopsis historiarum. De Gruyter. 1973. مؤرشف من الأصل في 2019-12-22.
- Lauritzen، F. (2009). "The Miliaresion Poet: the dactylic inscription on a silver coin of Romanos III Argyros". Byzantion. ج. 79: 231–240. ISSN:0378-2506.

## روابط خارجية
- Romanus coinage

| رومانوس الثالث أرغيروس السلالة المقدونيةولد: 968 توفي: 11 إبريل 1034 |                                                            |                          |
| ألقاب الحكم                                                          |                                                            |                          |
| سبقه قسطنطين الثامن                                                  | الإمبراطور البيزنطي 15 نوفمبر 1028 – 11 إبريل 1034 مع: زوي | تبعه ميخائيل الرابع وزوي |